# Cahus
Cahus är en kommun i departementet Lot i regionen Occitanien i södra Frankrike. Kommunen ligger i kantonen Bretenoux som tillhör arrondissementet Figeac. År 2022 hade Cahus 185 invånare.

## Befolkningsutveckling
Antalet invånare i kommunen Cahus
| Referens: INSEE |